# Отто Янцзік
Отто Янцзік (нім. Otto Janczik, 1899 — ?) — австрійський футболіст, що грав на позиції воротаря.
Виступав, зокрема, за клуби «Вінер АФ» і «Рапід», а також національну збірну Австрії.

## Клубна кар'єра
Розпочинав кар'єру у складі клубу «Герстгофер». У сезоні 1918—1919 став гравцем клубу «Вінер АФ». Наступного сезону його конкурентом за місце у воротах був знаменитий Ференц Платтко. У 1922 році став з командою володарем кубка Австрії. У фіналі «Вінер» переміг з рахунком 2:1 клуб «Аматоре». Грав у «Вінері» до 1924 року, після цього перебрався у команду «Рапід», де відіграв три сезони. За свідченнями деяких джерел з 1927 по 1930 рік грав за команду «Вієнна», Але у офіційних матчах у складі клубу грав лише у 1927 році.
З 1930 по 1937 рік виступав у клубі «Кремсер».

## Виступи за збірну
1925 року дебютував в офіційних матчах у складі національної збірної Австрії у групі проти команди Швейцарії (2:0). Ще один матч зіграв наступного року проти Чехословаччини (2:0).
У 1924 році зіграв один матч у складі збірної Відня. У Відні австрійська команда перемогла 3:2 збірну Братислави.